# Wielkoszczur leśny
Wielkoszczur leśny (Cricetomys emini) – gatunek ssaka z podrodziny wielkoszczurów (Cricetomyinae) w obrębie rodziny malgaszomyszowatych (Nesomyidae), występujący w Afryce Środkowej i w regionie Gwinei.

## Zasięg występowania
Wielkoszczur leśny występuje w tropikalnej Afryce z zasięgiem rozciągającym się nieprzerwanie od Sierra Leone na wschód do Ugandy, Rwandy i Burundi oraz na południe do Gabonu, Konga, Demokratycznej Republiki Konga i Angoli; występuje także na wyspie Bioko, w Gwinei Równikowej.

## Taksonomia
Gatunek po raz pierwszy zgodnie z zasadami nazewnictwa binominalnego opisał w 1910 roku brytyjsko-indyjski teriolog Robert Charles Wroughton nadając mu nazwę Cricetomys gambianus emini. Holotyp pochodził z Gaddy, w Monbattu, w Demokratycznej Republice Konga. 
Taksonomia C. emini jest obecnie zmienna, ponieważ reprezentuje kompleks gatunkowy. Ostatnie badania molekularne wykazały obecność co najmniej trzech, jeśli nie czterech różnych gatunków, które morfologicznie można przypisać do C. emini. Konieczne są dalsze badania, aby uporządkować te implikacje taksonomiczne. W obręb tego gatunku bywa też włączany wielkoszczur górski (Cricetomys kivuensis). Autorzy Illustrated Checklist of the Mammals of the World uznają ten takson za gatunek monotypowy.

### Etymologia
- Cricetomys: rodzaj Cricetus Leske, 1779 (chomik); gr. μυς mus, μυος muos „mysz”[14].
- emini: Mehmed Emin Bey, później Emin Pasza, przybrane nazwisko pod którym znany był dr Eduard Carl Oscar Theodor Schnitzer (1840–1892), niemiecki administrator w służbie osmańskiej, pasza Ekwatorii, Sudanu Egipskiego w latach 1878–1889, lekarz, przyrodnik, kolekcjoner, zamordowany przez arabskich handlarzy niewolników[15].

## Wygląd

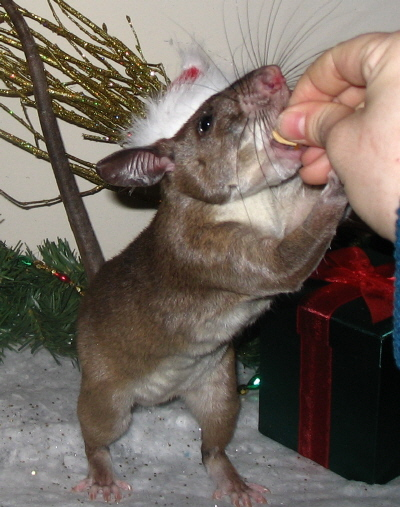
Karmienie wielkoszczura

Długość ciała (bez ogona) 300–355 mm, długość ogona 320–429 mm, długość ucha 33–45 mm, długość tylnej stopy 64–71 mm; masa ciała 0,5–1,3 kg. Jest to największy z afrykańskich myszokształtnych, choć o smukłym ciele. Sierść jest krótka, na grzbiecie pomarańczowobrązowa do szarobrązowej lub czarnobrązowej, na głowie i bokach bledsza. Brzuch jest biały, zwykle wyraźnie oddzielony kolorystycznie od boków. Pysk jest wąski, z dużymi uszami, znajdują się na nim liczne wąsy. Stopy są białawe, długie i silne, z dość krótkimi pazurami. Długi ogon jest ciemny w połowie bliższej ciała, a biały w drugiej połowie.

## Tryb życia
Generalnie prowadzi naziemny tryb życia, choć potrafi się wspinać i skakać. Kryje się w norach, które ryje lub adaptuje na własne potrzeby, pod korzeniami i w dziuplach powalonych drzew. Nory mają po kilka wyjść i osobne komory pełniące funkcje magazynu, gniazda (wyściełanego świeżymi liśćmi) oraz toalety. Żywi się głównie pokarmem roślinnym, jada owoce, ale też ślimaki, a czasem termity. Przez plantatorów kakaowców jest uznawany za szkodnika, gdyż wspina się na rośliny i zjada ich nasiona. Występuje do wysokości 3500 m n.p.m..
Wielkoszczury leśne wydają modulowane dźwięki o nieznanej funkcji. Oprócz okresu wychowywania potomstwa żyją samotnie. Ciąża trwa 42 dni, samica rodzi 2–4 młode. W niewoli stwierdzono, że dożywają 4,5 roku.

## Drapieżnictwo
Wiele drapieżnych ssaków jada wielkoszczury. Należą do nich mangusty, cywety, złotokoty i lamparty (tam, gdzie trudniej o większą zwierzynę). Wielkoszczury leśne są także obiektem ludzkich polowań i są chętnie jadane. Na targach w Gwinei Równikowej, szczególnie na Bioko, należą do najszerzej dostępnej dziczyzny; także w Kisangani w Demokratycznej Republice Konga są najczęściej sprzedawanymi gryzoniami.

## Populacja
Międzynarodowa Unia Ochrony Przyrody uznaje wielkoszczura leśnego za gatunek najmniejszej troski. Ludzie polują na wielkoszczury leśne na całym obszarze ich występowania, ale gryzonie te są na tyle pospolite, że nie jest to uznawane za duże zagrożenie. Zasięg obejmuje kilka obszarów chronionych. Tam gdzie gęstość ludzkiej populacji jest duża, bądź następuje wylesianie, populacje wielkoszczurów leśnych mogą być zagrożone. W Sierra Leone wraz z postępującym wylesianiem wielkoszczura leśnego wypiera pokrewny wielkoszczur gambijski.